# AFC Door Wilskracht Sterk
El AFC Door Wilskracht Sterk es un equipo de fútbol neerlandés amateur de Amsterdam que milita en la Derde Klasse, la octava categoría en la pirámide del fútbol de Países Bajos.

## Historia
Fue fundado el 11 de octubre de 1907 en la ciudad de Ámsterdam cuando Robert Beijerbacht, Theo Beijerbacht y Jansen Van Galen se unieron para crearlo, inicialmente con el nombre Fortuna Amsterdam, pero luego por el de Hercules Amsterdam. En 1909 cambiaron el nombre por el que usan actualmente.
Hasta 1954 el equipo formó parte del fútbol profesional en los Países Bajos. Han sido campeones de la Eredivisie en una ocasión.
Ha participado en cuatro torneos continentales. Su mejor participación ha sido en la Liga de Campeones de la UEFA de 1964/65, en la que fueron eliminados en los cuartos de final por el Gyori ETO FC de Hungría.
En 1972 el primer equipo se fusionó con el Blauw-Wit Amsterdam y el Volewijckers para crear al FC Amsterdam, equipo que todavía existe en el fútbol aficionado.

## Palmarés
- Eredivisie: 1

1964

## Participación en competiciones de la UEFA
| Temporada | Torneo         | Ronda          | Club                   | Casa      | Visita    | Global     |
| --------- | -------------- | -------------- | ---------------------- | --------- | --------- | ---------- |
| 1964-65   | Copa Intertoto | Grupo A2       | FC La Chaux-de-Fonds   | 1-0       | 1-2       | 1.er lugar |
| 1964-65   | Copa Intertoto | Grupo A2       | Eintracht Braunschweig | 4-0       | 0-2       | 1.er lugar |
| 1964-65   | Copa Intertoto | Grupo A2       | Beringen FC            | 5-0       | 3-2       | 1.er lugar |
| 1964-65   | Copa Intertoto | 1              |                        | no jugada | no jugada | no jugada  |
| 1964-65   | Copa Intertoto | 1/4            | RFC Lieja              | n/p       | n/p       | n/p        |
| 1964-65   | Copa Europea   | Clasificatoria | Fenerbahçe SK          | 3-1       | 1-0       | 4-1        |
| 1964-65   | Copa Europea   | 2              | FC Lyn Oslo            | 5-0       | 3-1       | 8-1        |
| 1964-65   | Copa Europea   | 1/4            | Vasas ETO Gyor         | 1-1       | 0-1       | 1-2        |
| 1966-67   | Copa Intertoto | Grupo A2       | Atalanta               | 1-0       | 1-0       | 2-0        |
| 1966-67   | Copa Intertoto | Grupo A2       | FC Grenchen            | 4-2       | 5-3       | 9-5        |
| 1966-67   | Copa Intertoto | Grupo A2       | RC Estrasburgo         | 4-1       | 2-1       | 6-2        |
| 1966-67   | Copa Intertoto | 1/4            | Zagłębie Sosnowiec     | 2-2       | 0-3       | 2-5        |
| 1966-67   | Copa de Ferias | 2              | Leeds United AFC       | 1-3       | 1-5       | 2-8        |
| 1967-68   | Copa de Ferias | 1              | Dundee FC              | 2-1       | 0-3       | 2-4        |
| 1968-69   | Copa de Ferias | 1              | K Beerschot VAC        | 2-1       | 1-1       | 3-2        |
| 1968-69   | Copa de Ferias | 2              | Chelsea FC             | 0-0       | 0-0       | 0-0        |
| 1968-69   | Copa de Ferias | 1/8            | Rangers FC             | 0-2       | 1-2       | 1-4        |

## Jugadores

### Jugadores destacados
| - Evander Sno - Kwamé Cruden - Jan Jongbloed - Rinus Israël | - Frank Rijkaard - Ruud Gullit - John Metgod - Rob Rensenbrink | - Diego Biseswar - Leroy George - Michael Dingsdag |